# Catherine École-Boivin
Catherine École-Boivin, née à Cherbourg le 19 août 1966 est une biographe et romancière française.

## Biographie
Originaire de la Hague, Catherine École Boivin est historienne de formation, Docteure en Sciences Humaines, Psychopathologie et Psychanalyse de l'Université de Paris : plurilinguisme, dont les langues régionales et écriture de soi. Elle est  également professeure de lettres-histoire en Loire Atlantique.
Elle conte dans ses livres « les mémoires des humbles et de ceux à qui on n'a pas donné la parole durant leur vie ». Son premier livre Jeanne de Jobourg, paroles d'une paysanne du Cotentin a eu un succès en Basse-Normandie. Suivi de plusieurs autres depuis dont plusieurs autour de la personnalité de Paul Bedel, agriculteur du cap de la Hague mis en lumière par un documentaire en 2006.
Elle est sociétaire de la SGDL et de la SOFIA. Elle a reçu du préfet de Loire-Atlantique la médaille de bronze de la jeunesse et des sports.
Elle reçoit le prix littéraire du Centre régional du livre de Basse-Normandie dit "Reine Mathilde", pour son roman chez Albin Michel Les Bergers blancs, l'histoire des bergers guérisseurs aux pieds nus en 2012, et le Prix OUEST 2019 pour La Metallo (Albin Michel, 2018).

## Distinctions
- Médaille de la jeunesse, des sports et de l'engagement associatif, bronze